# Miami Supercops (I poliziotti dell'8ª strada)
Miami Supercops (I poliziotti dell'8ª strada) è un film del 1985 diretto da Bruno Corbucci e interpretato da Bud Spencer e Terence Hill.
È il quindicesimo dei 16 film interpretati dalla coppia Bud Spencer e Terence Hill.

## Trama
Doug Bennet e Steve Forrest sono due grandi amici; il primo lavora per l'FBI, a New York, mentre il secondo ha lasciato il corpo poiché nauseato dalla burocrazia della giustizia e ha aperto una scuola per piloti di elicotteri a Tampa. Un caso richiede la bravura dei due agenti: un ex galeotto, Joe Garret, esce di prigione per andare a Miami. Nove anni prima, insieme ad altri complici, aveva compiuto una rapina con un bottino di venti milioni di dollari a una banca di Detroit. Nessuno ha mai scoperto dove sia finito il denaro: bisogna seguire Garret per scoprirne di più.
Doug e Steve, che lo avevano fatto arrestare nove anni prima, dovrebbero ora riaprire e concludere il caso, ma Steve non vuol saperne di rientrare nella polizia, e Garret viene ucciso rendendo le cose ancora più difficili. Con uno stratagemma Doug persuade Steve a interessarsi al caso e iniziare l'inchiesta vera e propria. Sulle tracce dell'ucciso i due amici scoprono tutto l'intrigo, aiutati da Irene e Annabelle, da Charro, un indiano affezionato a Garret, e dal loro capo Tanney. Garret, prima di morire, ha lasciato una prova inconfutabile della colpevolezza di Robert Delmann, un ricco e stimato uomo d'affari di Miami che in realtà altri non è che Ralph Duran, uno dei suoi complici. Tutto si conclude bene per i due super agenti e per Tanney.

## Distribuzione
Nel mercato statunitense il film fu distribuito anche con il titolo di Trinity: Good Guys & Bad Guys, in formato videocassetta e DVD, per richiamarsi ai personaggi de Lo chiamavano Trinità.... Tale edizione in DVD ha circolato anche in Italia, ma con il titolo con il quale è conosciuto, per la Columbia TriStar (ora Sony). Il master era ricavato appunto dalla precedente edizione in videocassetta per gli Stati Uniti d'America. Il formato infatti era 1.33:1, standard TV.

## Curiosità
Il sottotitolo italiano i poliziotti dell'8ª strada fa riferimento alla traduzione del precedente titolo previsto per l'edizione statunitense, che era 8th Street Cops, modificato poi prima della distribuzione ufficiale in Miami SuperCops, per cavalcare l'onda del successo ottenuto dal film Beverly Hills Cop - Un piedipiatti a Beverly Hills e della nota serie televisiva Miami Vice.

## Accoglienza
Il film si è classificato al 97º posto tra i primi 100 film di maggior incasso della stagione cinematografica italiana 1985-1986.